# Thomas Haden Church
Thomas Haden Church (születési nevén Thomas Richard McMillen; Woodland, Yolo megye, 1960. június 17. –) Primetime Emmy-díjas amerikai színész, rendező, forgatókönyvíró.
Miután szerepelt az 1990-es évek Wings című sitcomjában, és két évadon át játszott a Ned & Stacey-ben főszerepet, Church filmes munkáiról vált ismertté, többek között a Kerülőutak című filmben nyújtott Oscar-díjra jelölt alakításáról, a Pókember 3. és a Pókember: Nincs hazaút című filmekben Flint Marko / Homokember szerepéről, valamint Lyle van de Groot szerepéről Az őserdő hőse című filmben. A Rolling Kansas című filmmel rendezőként debütált.

## Fiatalkora
Church Thomas Richard McMillen néven született Woodlandben, Yolo megyében (Kalifornia) Maxine (született Sanders; 1936-) és Carlos "Carl" Richard McMillen (1936-2008) fiaként, aki nyolc évig szolgált a tengerészgyalogságnál, és aki a koreai háború végéig aktív szolgálatban volt; 1962 után Carlos földmérőként dolgozott. Church szülei elváltak, és édesanyja Texasba költözött. 1969-ben újra férjhez ment a megözvegyült George A. Quesadához, aki a második világháborúban Guamban szolgált a hadsereg légierejének egyik felderítő egységének veteránjaként. Church egy ideig mostohaapja vezetéknevét használta, de aztán megváltoztatta a más rokonok nevéből származó "Haden Church"-re, miután az emberek a "Quesada"-t nehezen kiejthetőnek találták. 1977-ben otthagyta a középiskolát, hogy a louisianai olajtelepeken dolgozzon, de visszatért, és 1979-ben elvégezte a Harlingeni Középiskolát. Dallasban lakott, és az Észak-Texasi Egyetemre járt.

## Magánélete
Church a Texas állambeli Kerrville-ben található 810 hektáros farmján él. A Válás című sorozat forgatása alatt a New York-i New Rochelle-ben bérelt egy házat. Két gyermeke van Mia Zottolival való korábbi kapcsolatából, de soha nem volt házas sem vele, sem mással, annak ellenére, hogy a Los Angeles Times egy 2008-as cikke tévesen azt állította, hogy házas volt a párjával. Church apja, Carl 2008-ban, mostohaapja, George pedig 2012-ben halt meg.

## Filmográfia

### Film

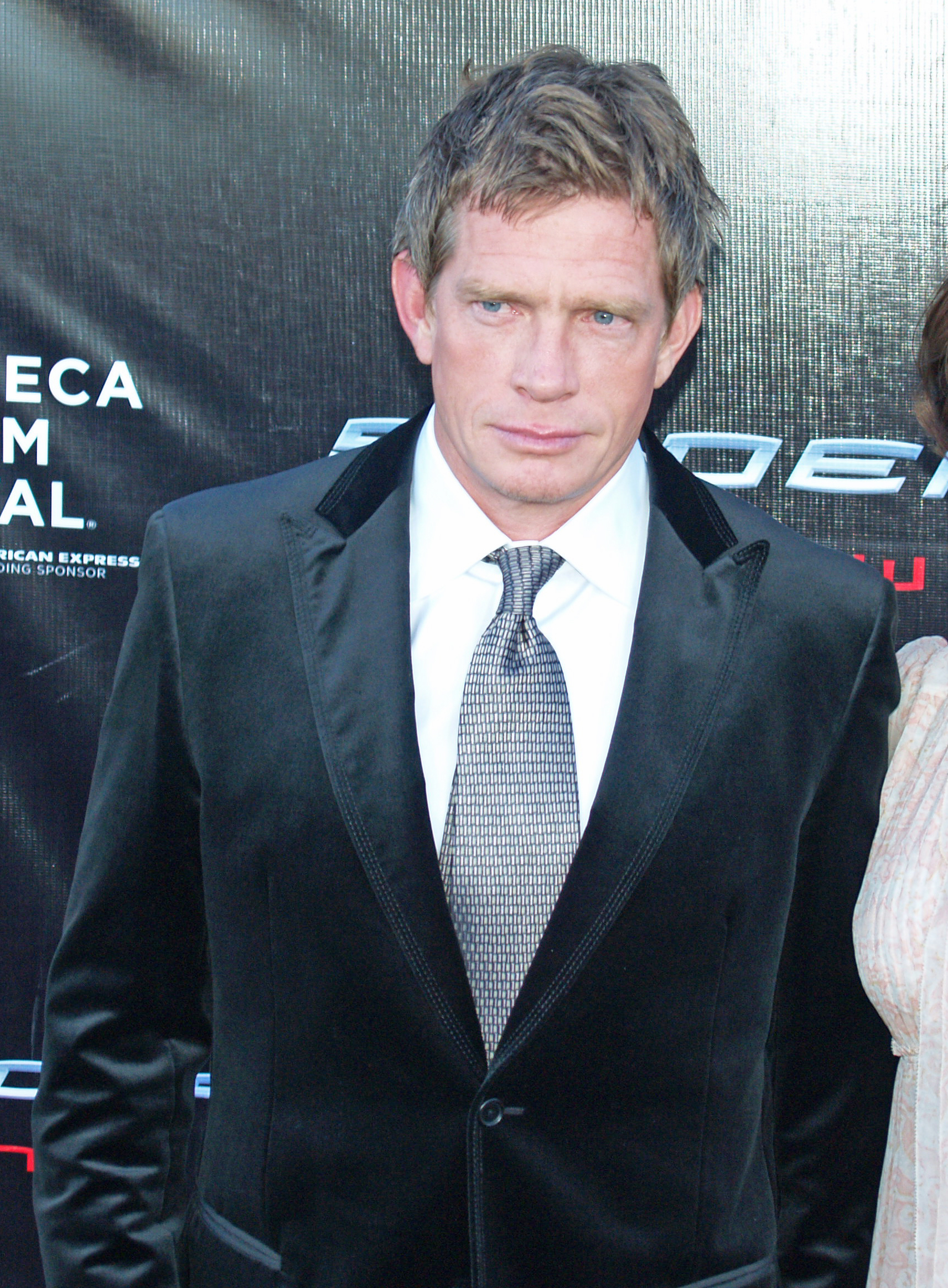
Church a Pókember 3. (2007) premierjén New Yorkban

| Év   | Magyar cím                     | Eredeti cím              | Szerep                                          | Magyar hang       |
| ---- | ------------------------------ | ------------------------ | ----------------------------------------------- | ----------------- |
| 1993 | Tombstone – A halott város     | Tombstone                | Billy Clanton                                   |                   |
| 1995 | Mesék a kriptából – Démonlovag | Demon Knight             | Csótány                                         | Dózsa Zoltán      |
| 1997 | Az őserdő hőse                 | George of the Jungle     | Lyle Van de Groot                               | Dózsa Zoltán      |
| 1997 | Egyéjszakás kaland             | One Night Stand          | Don                                             | Salinger Gábor    |
| 1998 | Susan terve                    | Susan's Plan             | Dr. Chris Stillman                              | Kálid Artúr       |
| 1998 | Susan terve                    | Susan's Plan             | Dr. Chris Stillman                              | Kovács Levente    |
| 1998 | Dolc$i vita                    | Free Money               | Larry                                           | Kőszegi Ákos      |
| 1998 | Dolc$i vita                    | Free Money               | Larry                                           | Megyeri János     |
| 1999 |                                | Goosed                   | Steven Troy                                     |                   |
| 2000 | Elbaltázott szuperhősök        | The Specials             | Villogó                                         |                   |
| 2001 | Milliókért a pokolba           | 3000 Miles to Graceland  | Quigley                                         | Kárpáti Levente   |
| 2001 | Milliókért a pokolba           | 3000 Miles to Graceland  | Quigley                                         | Sörös Sándor      |
| 2001 | Talpig majom                   | Monkeybone               | Halál asszisztense (cameo)                      |                   |
| 2003 |                                | Rolling Kansas           | Madsen ügynök / járőr (stáblistán nem szerepel) |                   |
| 2003 | Az őserdő hőse 2.              | George of the Jungle 2   | Lyle Van de Groot                               | Faragó András     |
| 2002 | Kovbojok és bolondok           | Lone Star State of Mind  | Gyilkos                                         | Zágoni Zsolt      |
| 2002 | Indíték: előítélet             | The Badge                | David Hardwick                                  | Megyeri János     |
| 2004 |                                | Serial Killing 4 Dummys  | Vince Grimaldi                                  |                   |
| 2004 | Kerülőutak                     | Sideways                 | Jack Cole                                       | Haás Vander Péter |
| 2004 | Spangol – Magamat sem értem!   | Spanglish                | Mike                                            | Holl Nándor       |
| 2006 | Túl a sövényen                 | Over the Hedge           | Dwayne (hangja)                                 | Hajdu Steve       |
| 2006 | Hülyék Paradicsoma             | Idiocracy                | Brawndo vezérigazgató                           | Kövesdi László    |
| 2006 | Malac a pácban                 | Charlotte's Web          | Brooks, a varjú (hangja)                        | Ganxsta Zolee     |
| 2007 | Pókember 3.                    | Spider-Man 3             | Flint Marko / Homokember                        | Salinger Gábor    |
| 2008 | Zseni az apám                  | Smart People             | Chuck Wetherhold                                | Lux Ádám          |
| 2009 | Don McKay                      | Don McKay                | Don McKay                                       |                   |
| 2009 | Seholország                    | Imagine That             | Johnny Whitefeather                             | Forgács Péter     |
| 2009 | Ufók a padláson                | Aliens in the Attic      | Tazer (hangja)                                  | Vass Gábor        |
| 2009 | Ő a megoldás                   | All About Steve          | Hartman                                         | Haás Vander Péter |
| 2010 | Könnyű nőcske                  | Easy A                   | Mr. Griffith                                    | Forgács Péter     |
| 2011 |                                | Another Happy Day        | Paul                                            |                   |
| 2011 | Gyilkos Joe                    | Killer Joe               | Ansel Smith                                     | Haás Vander Péter |
| 2011 | Az igazi kaland                | We Bought a Zoo          | Duncan Mee                                      | Kőszegi Ákos      |
| 2012 | John Carter                    | John Carter              | Tal Hajus                                       | Borbiczki Ferenc  |
| 2013 |                                | Whitewash                | Bruce Landry                                    |                   |
| 2013 | Mázlisták                      | Lucky Them               | Charlie                                         | Vass Gábor        |
| 2014 | Igazából mennyország           | Heaven Is for Real       | Jay Wilkins                                     | Jakab Csaba       |
| 2015 | Max                            | Max                      | Ray Wincott                                     | Jakab Csaba       |
| 2015 | Megjött apuci!                 | Daddy's Home             | Leo Holt                                        | Csuja Imre        |
| 2016 | Kartonharcos                   | Cardboard Boxer          | Willie                                          |                   |
| 2017 | Kihasználva                    | Crash Pad                | Grady                                           | Rosta Sándor      |
| 2019 | Mogyoróvaj Sólyom              | The Peanut Butter Falcon | Clint                                           | Schneider Zoltán  |
| 2019 | Hellboy                        | Hellboy                  | Lobster Johnson                                 | Mikula Sándor     |
| 2020 |                                | The 24th                 | Norton ezredes                                  |                   |
| 2021 | Pókember: Nincs hazaút         | Spider-Man: No Way Home  | Flint Marko / Homokember                        | Salinger Gábor    |

### Televízió
| Év        | Magyar cím                       | Eredeti cím                           | Szerep                | Megjegyzések                       |
| --------- | -------------------------------- | ------------------------------------- | --------------------- | ---------------------------------- |
| 1989      |                                  | Protect and Surf                      | Dwight Jesmer         | tévéfilm                           |
| 1989      | 21 Jump Street                   | 21 Jump Street                        | Tony                  | 1 epizód                           |
| 1989      | Cheers                           | Cheers                                | Gordie Brown          | 1 epizód                           |
| 1989      |                                  | China Beach                           | Jack Daniels          | 1 epizód                           |
| 1989      |                                  | Booker                                | Leon Ross             | 2 epizód                           |
| 1990–1995 |                                  | Wings                                 | Lowell Mather         | 123 epizód                         |
| 1992      |                                  | Flying Blind                          | Jonathan              | 2 epizód                           |
| 1993      | Árnyék a napon                   | Fugitive Nights: Danger in the Desert | Nelson Hareem         | tévéfilm                           |
| 1995–1997 |                                  | Ned and Stacey                        | Ned Dorsey            | 46 epizód                          |
| 1995      |                                  | Partners                              | Ned Dorsey            | 1 epizód                           |
| 1998      | Mr. Murder – A tökéletes gyilkos | Mr. Murder                            | Drew Oslett, Jr.      | tévéfilm                           |
| 2001      | Gary és Mike                     | Gary & Mike                           | Kiegészítő hangok     | 1 epizód                           |
| 2001      |                                  | The Cartoon Cartoon Show              | Doo Dah (hangja)      | 1 epizód                           |
| 2001      |                                  | Going to California                   | Schwee                | 1 epizód                           |
| 2003      |                                  | Miss Match                            | Andrew Horn           | 1 epizód (stáblistán nem szerepel) |
| 2003      |                                  | Lucky                                 | Bobby Blaine          | 1 epizód                           |
| 2004      | Tini titánok                     | Teen Titans                           | Killer Moth (hangja)  | 1 epizód                           |
| 2006      | A szabadság útján                | Broken Trail                          | Tom Harte             | minisorozat (2 epizód)             |
| 2010      |                                  | Zombie Roadkill                       | Ranger Chet Masterson | minisorozat (6 epizód)             |
| 2012      | Parkműsor                        | Regular Show                          | Quillgin (hangja)     | 1 epizód                           |
| 2016–2019 | Válás                            | Divorce                               | Robert Dufresne       | 24 epizód, vezető producer         |
| 2021      |                                  | Nature                                | Narrátor              | 1 epizód                           |

### Videójáték
| Év   | Cím          | Szinkronszerep           | Megjegyzés                            |
| ---- | ------------ | ------------------------ | ------------------------------------- |
| 1990 | Ys           | Goban Toba               | angol változat Thomas H. Church néven |
| 2007 | Spider-Man 3 | Flint Marko / Homokember |                                       |